# Лице в лице
„Лице в лице“ е обзорно-публицистично предаване на bTV, което започва излъчване на 15 октомври 2012 г. Водещ на предаването е Цветанка Ризова. До средата на март 2014 година, водещ в предаването е и известният български журналист Димитър Цонев.
Излъчва се на живо от основния комплекс на bTV в НДК всеки делник от 17:20 часа. В предаването се дискутира най-важната спорна тема за деня, като в него ключова роля имат гостите, които коментират актуалните събития и новите факти около тях, като водещите търсят конфликтни гледни точки по всяка от темите.
На 4 март 2025 г. по bTV стартира нов сегмент на предаването „Лице в лице след Новините“ с Цветанка Ризова, който ще се излъчва всеки делничен ден от 19:50 ч.